# Opius pestarus
Opius pestarus är en stekelart som beskrevs av Fischer 1990. Opius pestarus ingår i släktet Opius och familjen bracksteklar. Inga underarter finns listade i Catalogue of Life.